# 담양 분향리 석불입상
담양 분향리 석불입상(潭陽 分香里 石佛立像)은 대한민국 전라남도 담양군 고서면 분향리에 있는 고려시대의 석불이다. 1986년 9월 29일 전라남도의 유형문화재 제144호로 지정되었다.

## 개요
전라남도 담양군 고서면 분향리에 있는 석불입상이다.
둥글고 풍만한 얼굴에는 미소를 띠고 있어 보는 사람들에게 편안함을 느끼게 한다. 굴곡이 있는 신체는 사실적으로 표현되었고 온 몸을 덮은 옷에는 계단식의 평행한 옷주름이 표현되었다. 허벅지에는 소용돌이 무늬와 상체에는 U자형 옷주름이 두드러지게 묘사되어 있다. 양 손은 주먹을 쥔 채 옆구리에 대고 있는데, 왼손에는 꽃모양의 물건을 들고 있어 미륵불을 표현한 것으로 추정된다.
고려시대의 자연스러운 면과 도식적 기법이 보이는 지방 석불양식의 대표작이다.

## 참고 자료
- 담양분향리석불입상 - 국가유산청 국가유산포털